# Nidhogg

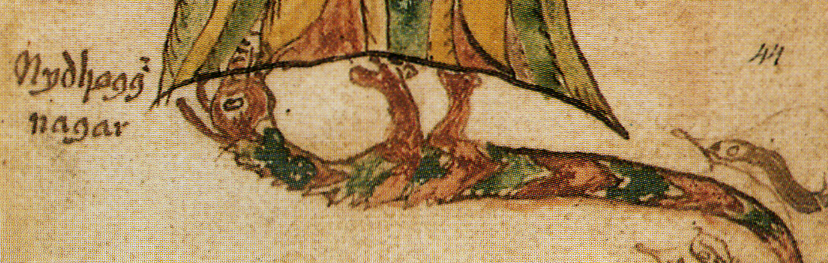
A világfa gyökereit rágó Nidhogg ábrázolása a 17. századból.

Nidhogg vagy Nídhögg a skandináv mitológia kígyószerű sárkánya, mely a világfa, az Yggdrasil gyökereit rágja és kiszívja a hullák vérét.
Idézet az Edda mitológikus énekből:
Eljön a sötét

sárkány, közelít

a csillám kígyó,

holdsötét csúcsokról,

szárnyán hordja

mezőkön áthaladván

a holtakat Nídhögg –

és most ő elmerül.

## Fordítás
- Ez a szócikk részben vagy egészben  a   Nidhogg című svéd Wikipédia-szócikk fordításán alapul.  Az eredeti cikk szerkesztőit annak laptörténete sorolja fel. Ez a jelzés csupán a megfogalmazás eredetét és a szerzői jogokat jelzi, nem szolgál a cikkben szereplő információk forrásmegjelöléseként.
- Ez a szócikk részben vagy egészben  a   Níðhöggr című angol Wikipédia-szócikk fordításán alapul.  Az eredeti cikk szerkesztőit annak laptörténete sorolja fel. Ez a jelzés csupán a megfogalmazás eredetét és a szerzői jogokat jelzi, nem szolgál a cikkben szereplő információk forrásmegjelöléseként.